# Marcus Rominger

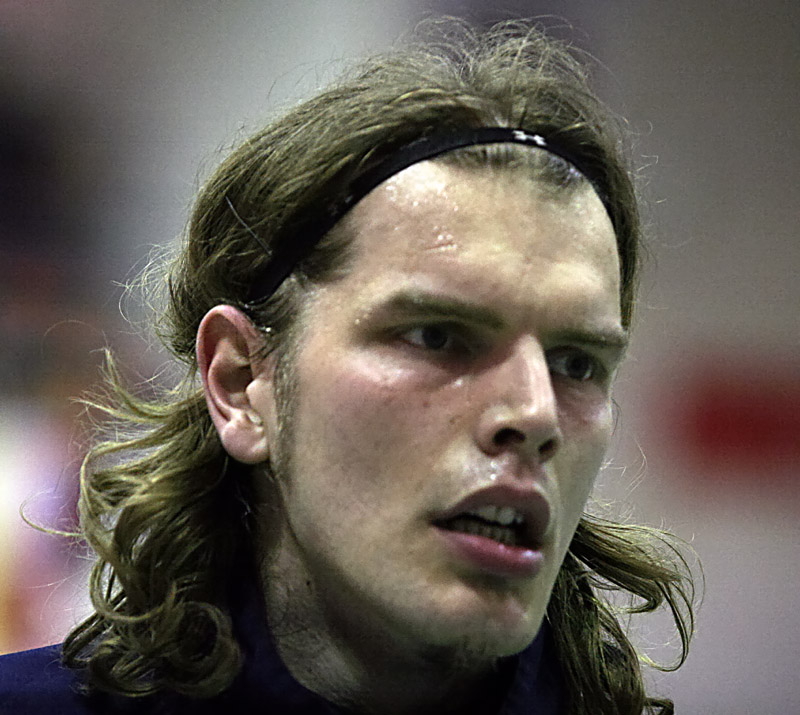
Marcus Rominger am 24. März 2007

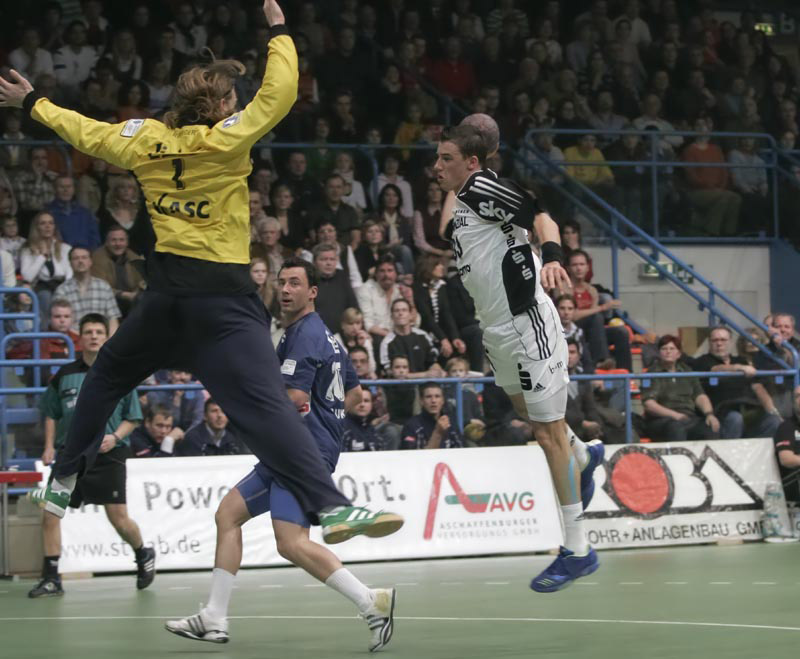
Marcus Rominger in Aktion. Am 30. Dezember 2006 im Spiel gegen den THW Kiel. Es wirft Dominik Klein.

Marcus Rominger (* 9. Dezember 1972 in Alpirsbach) ist ein ehemaliger deutscher Handballtorwart, der zuletzt Anfang 2011 bei den Rhein-Neckar Löwen spielte.
Rominger bestritt elf Junioren-Länderspiele für Deutschland. Sein Spitzname ist „Toni“. Der studierte Architekt ist verheiratet und hat zwei Söhne. 

## Karriere

### Vereine
- GSV Hemmingen
- Sportvereinigung Feuerbach 1883 e. V.
- TSG Ludwigsburg-Oßweil
- SG Leutershausen
- SG Wallau/Massenheim 1995–2005
- TV Großwallstadt 2005–12/2010[1]
- Rhein-Neckar Löwen 2011[1]

### Erfolge
- Baden-Württembergischer Großfeldmeister 1993
- FH-Meister 1997
- Teilnahme am Final Four
- 1. Platz Big Apple Team Handball / New York City 2010

### Sonstiges
Rominger ist Mitbegründer von GOAL, der Gemeinschaftlichen Organisation aller Lizenzhandballer in Deutschland, die er zusammen mit Johannes Bitter ehrenamtlich leitet.